# 南愛爾蘭議會
南愛爾蘭議會（英語：Parliament of Southern Ireland）是英國政府於爱尔兰独立战争期間試圖為南愛爾蘭設立的地方自治立法機關；按分治愛爾蘭的《1920年愛爾蘭政府法令》所規劃，該會預定採兩院制，上、下議院分置64及128席，其中下院為直選。然而，該會實受愛爾蘭民族主義派抵制，故1921年兩院少數議員就職之際，僅得於首府都柏林愛爾蘭皇家科學院共同集會一次，此後即因院會出席人數不足等原因，陸續宣告休會待續無期，而未發生作用。直至翌年中，終因批准《英爱条约》之《1922年愛爾蘭自由邦（協議）法令》而解散。

## 背景
19世紀間，愛爾蘭作為大不列颠及爱尔兰联合王国的一部分，對政府統治向有不滿，並時常爆發叛亂:116。1870年代以來，愛爾蘭自治運動組織自治聯盟及其後身爱尔兰议会党，在艾薩克·巴特、查爾斯·巴奈爾等人領導下，嘗試推動折衷的地方自治法案（Home Rule Bill）；威廉·格萊斯頓首相主政的英國自由黨政府，亦於1886年、1893年兩次提出自治法案，但均未能經國會通過立法（首部法案遭下議院否決，其次又為上議院退回）。與此同時，以奧蘭治兄弟會為首的阿爾斯特聯合主義派，則堅決反對賦予愛爾蘭脫離英國本土的自治地位:31。

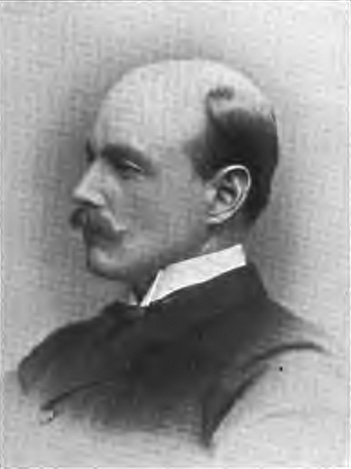
倡議愛爾蘭分治的阿爾斯特統一黨人華特·隆恩

1912年間，赫伯特·亨利·阿斯奎斯首相主政的自由黨政府第三次提出自治法案，較先前下放更多權力，並運用《1911年國會法令》權限凌駕上議院，而終於立法為《1914年愛爾蘭政府法令》。然而，因第一次世界大战爆發，法令隨即遭到擱置而未能立刻施行；一戰期間，阿斯奎斯及繼任之大衛·勞合·喬治自由黨政府，亦難以成功將其落實:109、141—143、168:76。1919年1月，勞合·喬治內閣下設由阿爾斯特統一黨前領袖華特·隆恩主持的愛爾蘭委員會（Committee for Ireland），決定將該地分為南、北兩部，各設有一院制議會:198—199。又此「第四部自治法案」經上議院審查時，傑弗瑞·布朗內勳爵提議為南愛爾蘭議會添加獨立之上議院，以保護愛爾蘭南部阿爾斯特派及新教徒等少數族群利益（北愛爾蘭議會同亦增為兩院）；政府方面擔憂此將削弱未來南、北兩地議會聯合組織愛爾蘭委員會的功能而主張反對，但修正案最終仍附於《1920年愛爾蘭政府法令》中，於1920年12月底表決通過:2。翌年5月初，該法令正式生效。

## 組成
依《1920年愛爾蘭政府法令》規定，南愛爾蘭議會須於首府都柏林開會；除君主外，尚分為上、下兩議院：
南愛爾蘭上議院置有64個席次，其中愛爾蘭大法官（兼充議長）、都柏林市長及科克市長3席為當然成員，17席商業、工業、科學及其他學術專業代表由爱尔兰总督提名，任期為10年；另有44席為間接選舉，其中4席屬天主教會（總）教區（總）主教、2席屬愛爾蘭教會（總）教區（總）主教（兩者教區均須全部或部分位於南愛爾蘭），16席屬當地貴族（不限於持有愛爾蘭貴族爵位者）、8席屬愛爾蘭樞密院（兩者均須納稅且居住於南愛爾蘭），任期同為10年；剩餘14席則由地方郡議會選舉（4席來自倫斯特、芒斯特與康諾特地區，2席來自阿爾斯特地區中非屬北愛爾蘭之卡文郡、多尼戈爾郡及莫纳亨郡），任期為3年。除總額2席部分採不可轉移多票制外，其餘席次均採可轉移單票制選出。
南愛爾蘭下議院（House of Commons of Southern Ireland）乃以英國下議院為設計基礎，置有128個席次，其中16席為自治市複數選區、104席為郡份複數選區（均經重新分配）、8席為大學選區（都柏林大學與愛爾蘭國立大學各占4席）。所有席次均為直接選舉，並採用可轉移單票制；依《1918年人民代表法令》規定，凡滿21歲男性、滿30歲女性皆有選舉權。

## 選舉與集會
1921年5月24日，南愛爾蘭下議院舉行大選，與北愛爾蘭大選同日。所有128名議員候選人均同額競選而未受反對：共和主義派之新芬黨獨得絕對多數124席，聯合主義派獨立候選人則取得都柏林大學選區4個席位。然而，新芬黨所有當選者均未就職，並與北愛爾蘭方面當選黨籍議員6人（其中5人同時於南、北兩地當選）組成愛爾蘭第二屆眾議院。至於上議院方面，因為天主教會、勞工運動人士及新芬黨人主政的地方議會均予抵制，亦僅有39名議員選出或受委任，其中多數尚曾參與1917年至1918年間召開之愛爾蘭大會。

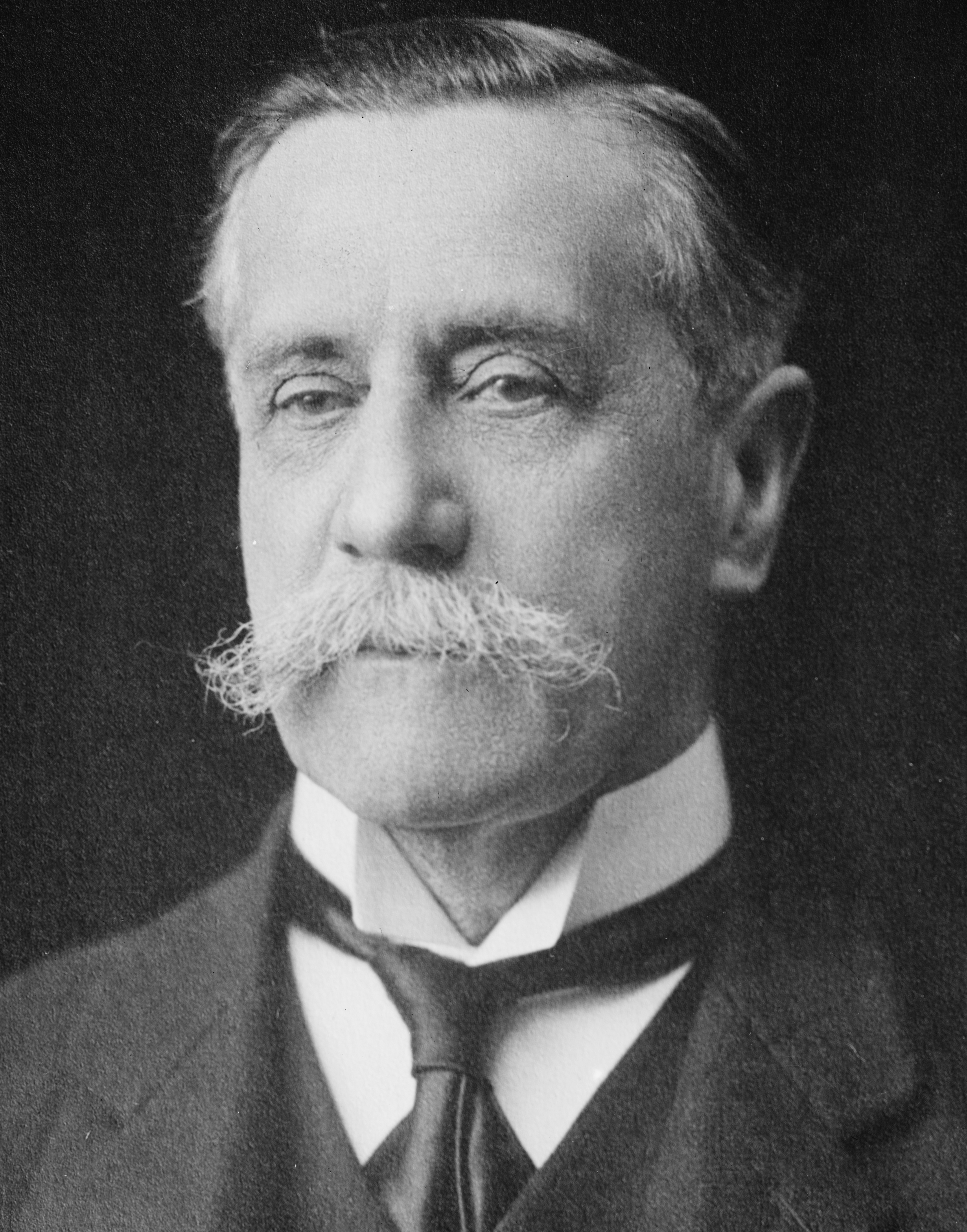
愛爾蘭末任總督菲茲阿蘭子爵

同年6月28日下午，南愛爾蘭議會兩院於都柏林梅瑞恩街的愛爾蘭皇家科學院（今政府大廈）舉行開幕大典，由末任總督愛德蒙·菲茲阿蘭子爵主持。下議院方面，唯有聯合主義派議員4人參加唯一一次正式院會；他們選舉傑拉德·菲茲吉本為議長，隨即宣告休會待續無期，從此不再復會:103—110。上議院方面，也僅有15名議員參加首次院會（上議院議長、大法官約翰·羅斯爵士因病不克出席，故改由首席法官湯瑪斯·莫洛尼爵士宣讀開會宣言，並由紐根特·艾弗拉議員代理主席），又受制於下議院委靡局勢，此後數週內勉強開會兩次（與會者同樣不多），終歸於無限期休會:5；他們早已拒絕與愛爾蘭總督可能自行直接委任組成之下議院共事。當然，南愛爾蘭議會亦未有機會取回原屬於愛爾蘭王國國會的愛爾蘭國會大廈使用。

## 廢除

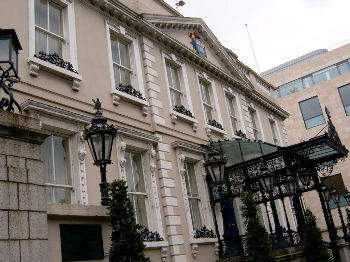
1922年1月，南愛爾蘭下議院於都柏林市長官邸召開最後一次全體會議

1921年12月初，英國政府與愛爾蘭共和國代表簽訂初步解決愛爾蘭政治問題之《英爱条约》，承認南愛爾蘭為自治領；翌年1月7日，愛爾蘭眾議院以微幅差距表決通過批准條約。不過，因條約仍須由「南愛爾蘭下議院選出就職議員」正式批准，愛爾蘭全權代表團首席代表阿瑟·格里菲斯乃於1月14日在都柏林市長官邸召開南愛爾蘭下議院全體會議——雖然其是否確有此種權限本身仍屬存疑——共有64名支持簽訂條約的新芬黨籍議員及4名聯合主義派議員與會；院會選舉來自科克自治市的利亞姆·德羅斯特議員為主席，（再次）批准《英愛條約》，並提名迈克尔·柯林斯為爱尔兰自由邦临时政府主席:10:39—40:592—593。1月16日，柯林斯獲愛爾蘭總督菲茲阿蘭子爵於都柏林城堡任命就職，其後始組織臨時政府:592—593。
同年3月31日，英國國會制定通過《1922年愛爾蘭自由邦（協議）法令》，宣告《英愛條約》全面生效；依該法令規定，南愛爾蘭議會應於法令施行後4個月內解散。5月27日，菲茲阿蘭子爵正式解散南愛爾蘭議會，並宣告將由未來所謂「臨時議會」（即愛爾蘭第三屆眾議院）取而代之:718；此一臨時議會於6月中選出，迄該年12月初爱尔兰自由邦及邦議會成立之際，乃改隸於其下為邦眾議院:37—38。